# New Horizons (Album)
New Horizons ist das dritte Studioalbum der US-amerikanischen Post-Grunge-Band Flyleaf und erschien am 30. Oktober 2012.

## Entstehung und Veröffentlichung
Wie das Debütalbum „Flyleaf“ und das Album Memento Mori auch wurde dieses von Howard Benson produziert und in den Bay 7 Studios (Kalifornien) aufgenommen. New Horizons wurde am 1. August 2012 als erste Single im Radio veröffentlicht. Am 21. August 2012 war sie als CD erhältlich.

## Titelliste
| #   | Titel                    | Länge |
| --- | ------------------------ | ----- |
| 1.  | Fire Fire                | 3:03  |
| 2.  | New Horizons             | 3:09  |
| 3.  | Call You Out             | 2:22  |
| 4.  | Cage on the Ground       | 3:24  |
| 5.  | Great Love               | 3:42  |
| 6.  | Bury Your Heart          | 3:35  |
| 7.  | Freedom                  | 3:20  |
| 8.  | Saving Grace             | 3:44  |
| 9.  | Stand                    | 3:40  |
| 10. | Green Heart              | 2:44  |
| 11. | Broken Wings             | 3:34  |
| 12. | Mama (iTunes-Bonustrack) | 3:56  |